# 아라키 히로히코
아라키 히로히코(일본어: 荒木飛呂彦, 1960년 6월 7일 ~ )는 일본의 만화가이다. 미야기현 센다이시에서 태어났으며, 미야기 교육대학을 중퇴하고 센다이디자인전문학교를 졸업했다. 본명은 아라키 토시유키(일본어: 荒木利之/あらき としゆき)이다.

## 약력
전문학교에 재학 중이던 1980년, 데즈카 상에 본명으로 응모했던 〈무장 포커〉가 준입선하면서 주간 소년 점프에 작품이 게재되는 것으로 데뷔했다.
1986년 말부터 연재하고 있는 《죠죠의 기묘한 모험》이 대표작이다.

## 여담
단행본에 작가 자신의 사진을 자주 싣는데, 외모가 젊을 때와 거의 변함이 없어, 팬들 사이에서는 ‘파문(그의 작품에 등장하는 일종의 초능력으로, 노화 방지 효과가 있다고 함.)을 배웠다’, ‘흡혈귀가 아닐까’, ‘아라키씨는 완전생물’라는 농담을 하는 때가 있다.

## 같이 보기
- 오다 에이치로
- 하라 테츠오